# Packowicze
Packowicze (biał. Пацкавічы; ros. Пацковичи) – wieś na Białorusi, w obwodzie witebskim, w rejonie postawskim, w sielsowiecie Juńki.

## Historia
W czasach zaborów wieś w składzie gminy Miadzioł, powiatu wilejskiego, guberni wileńskiej Imperium Rosyjskiego.
W dwudziestoleciu międzywojennym wieś leżała w Polsce, w województwie wileńskim, w powiecie duniłowickim (od 1926 postawskim), w gminie Miadzioł, a następnie w gminie Hruzdowo.
Według Powszechnego Spisu Ludności z 1921 roku zamieszkiwały tu 92 osoby, 55 było wyznania rzymskokatolickiego, a 37 prawosławnego. Jednocześnie 6 mieszkańców zadeklarowało polską, a 86 białoruską przynależność narodową. Było tu 20 budynków mieszkalnych. W 1931 w 20 domach zamieszkiwały 84 osoby.
Wierni należeli do parafii rzymskokatolickiej i prawosławnej w Hruzdowie. Miejscowość podlegała pod Sąd Grodzki w Postawach i Okręgowy w Wilnie; właściwy urząd pocztowy mieścił się w Hruzdowie.
W 1938 roku wieś należała do gromady Bijucie gminy Hruzdowo.
Po agresji ZSRR na Polskę w 1939 roku wieś znalazła się w granicach BSRR. W latach 1941–1944 była pod okupacją niemiecką. Następnie leżała w BSRR. Od 1991 roku w Republice Białorusi.